# Kolbiyow
Kolbiyow (ook: Colbio, Kolbio, Kolbiyo, Diriye) is een dorp in het District Badhaadhe in de regio Neder-Juba, Jubaland, in het zuiden van Somalië. Het dorp ligt aan de grens met Kenia. Via een onverharde weg van ca. 36 km bereikt men de districtshoofdstad Badhaadhe.
Op 2 november 2013 vonden gevechten plaats bij Kolbiyow toen het Somalische leger, ondersteund door de Afrikaanse troepenmacht AMISOM, de terreurgroep Al-Shabaab aanviel die een basis in deze omgeving zou hebben. Daarbij zouden meer dan 30 jihadisten om het leven zijn gekomen. Al-Shabaab ontkende dit.

## Klimaat
Kolbiyow heeft een tropisch savanneklimaat met een gemiddelde jaartemperatuur van 27,3 °C. De warmste maand is maart met gemiddeld 29,0 °C; de koelste maand is juli, gemiddeld 25,5 °C. De jaarlijkse neerslag bedraagt ca. 470 mm (ter vergelijking, in Nederland ca. 800 mm). Het droge seizoen is van januari t/m maart, gevolgd door een regenseizoen van april t/m juli. Daarna blijft er regelmatig neerslag vallen met nog een kleine piek in november. De natste maand is mei; er valt dan ca. 108 mm, bijna een kwart van de jaarlijkse hoeveelheid.